# سفارت ایران در اتاوا
سفارت ایران در اتاوا (به انگلیسی: Embassy of Iran) یک منطقهٔ مسکونی و نمایندگی سیاسی این کشور در کانادا است که در اتاوا واقع شده‌است. در خیابان ۲۴۵ متکالف در محله سنترتاون اتاوا، روبروی خیابان غرفه، که در حال حاضر محل مرکز رهبری لورنتین است قرار داشت. ایران در تابستان ۱۹۹۱ وارد تأسیسات شد. قبلاً آنها در ساختمانی در خیابان روزولت در انتهای غربی اتاوا مستقر بودند. سفیر در خانه ای در خیابان اقاقیا در راک کلیف پارک، نزدیک استورنوی زندگی می‌کرد.
در ۷ سپتامبر ۲۰۱۲، دولت کانادا اعلام کرد که تمام دیپلمات‌های ایرانی باقی مانده در کانادا را ظرف پنج روز اخراج می‌کند. از ۱۷ سپتامبر ۲۰۱۲، منافع کانادا در ایران توسط سفارت ایتالیا در تهران نمایندگی می‌شود.

## حمله
در ۵ آوریل ۱۹۹۲، سفارت مورد حمله گروهی از تبعیدیان ایرانی مرتبط با مجاهدین خلق (مجاهدین خلق) قرار گرفت. در این حمله به کسی آسیب جدی نرسید، اما جمعیت زیادی از داخل غارت و تخریب کردند. بیشتر مسئولین این حمله بعداً دستگیر شدند.